# Honda FCX
Honda FCX – rodzina koncepcyjnych samochodów osobowych o napędzie wodorowym koncernu Honda. Obecnie w ofercie leasing dostępna jest od 2008 roku Honda FCX Clarity.

## Honda FCX 1999
Honda FCX 1999 zadebiutowała podczas targów motoryzacyjnych w Tokio w 1999 roku. Czterodrzwiowy, czteroosobowy sedan zasilany silnikiem o łącznej mocy maksymalnej 80 KM. 
Historia (wg lat):
- wrzesień 1999:
  - Honda FCX-V1 - model auta wodorowego
  - Honda FCX-V2 - model zasilany gazem ziemnym
- wrzesień 2000:
  - Honda FCX-V3 - pierwszy model rozpoczynający testy na drogach publicznych Los Angeles w USA
- wrzesień 2001:
  - Honda FCX-V4 - ewolucja Hondy FCX-V3
- marzec 2002:
  - Honda FCX-V4 oficjalnym autem Los Angeles Marathon

## Honda FCX

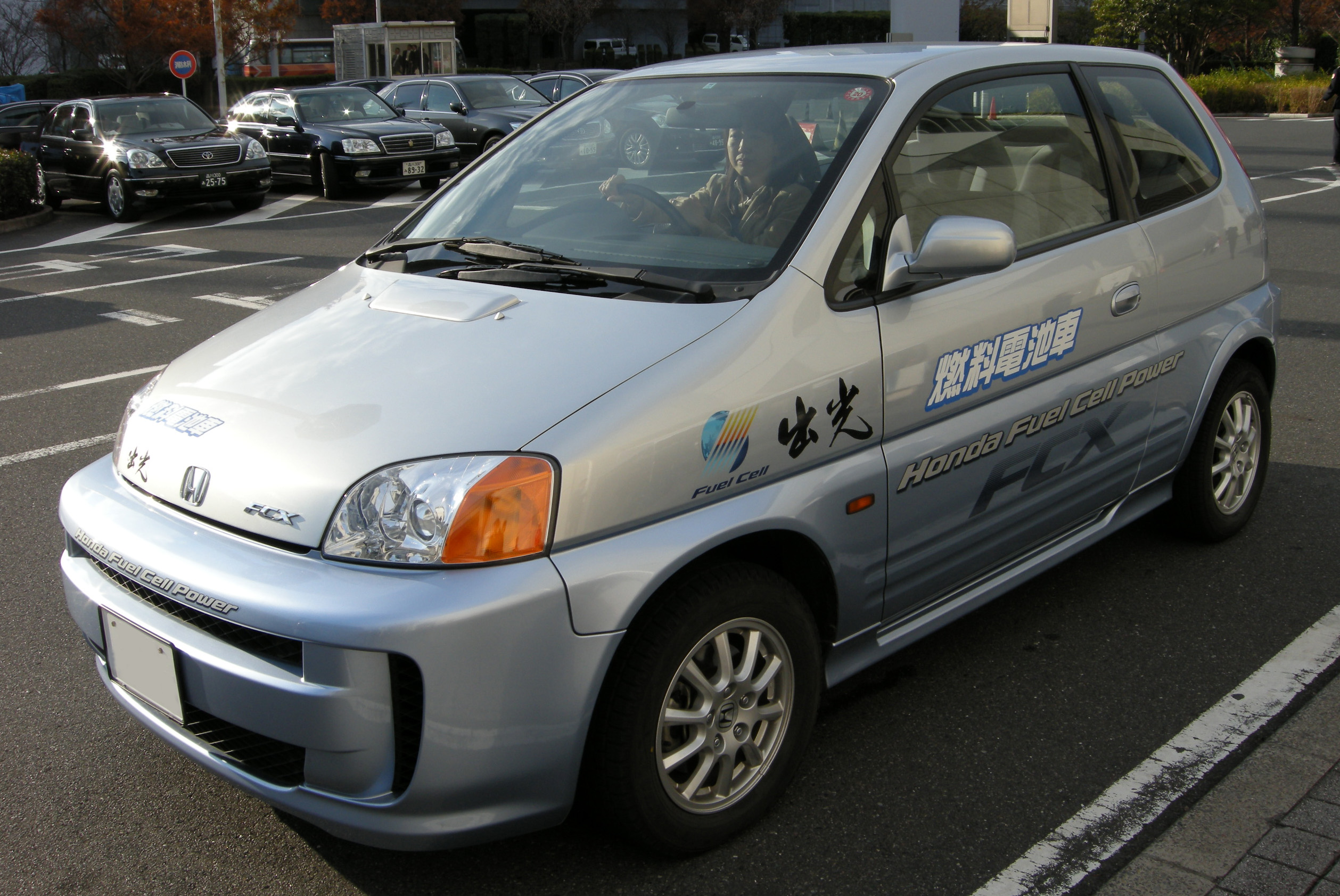
Honda FCX

W 2003 roku nadal prototypową Hondę FCX przeznaczono w nowej, zewoluowanej karoserii do leasingu wśród Japończyków.
Wodór w aucie przechowywany jest w dwóch oddzielnych pojemnikach umieszczonych za tylną kanapą. Są to dwa zbiorniki wysokociśnieniowe wykonane z aluminium oblanego materiałem kompozytowym. Łączna pojemność zbiorników wynosi 156 l, co pozwala na zmagazynowanie 3,75 kg wodoru. Zasięg auta na pełnym baku wynosi 430 km. Auto wyposażono w sprężarkę i osuszacz powietrza. 
Do napędu auta posłużył silnik indukcyjny o maksymalnej mocy 80 kW i momencie obrotowym 272 Nm. Maksymalna prędkość auta wynosi 150 km/h. Zużycie wodoru to 0,83 kg na 100 km.

## Honda FCX Concept 2006

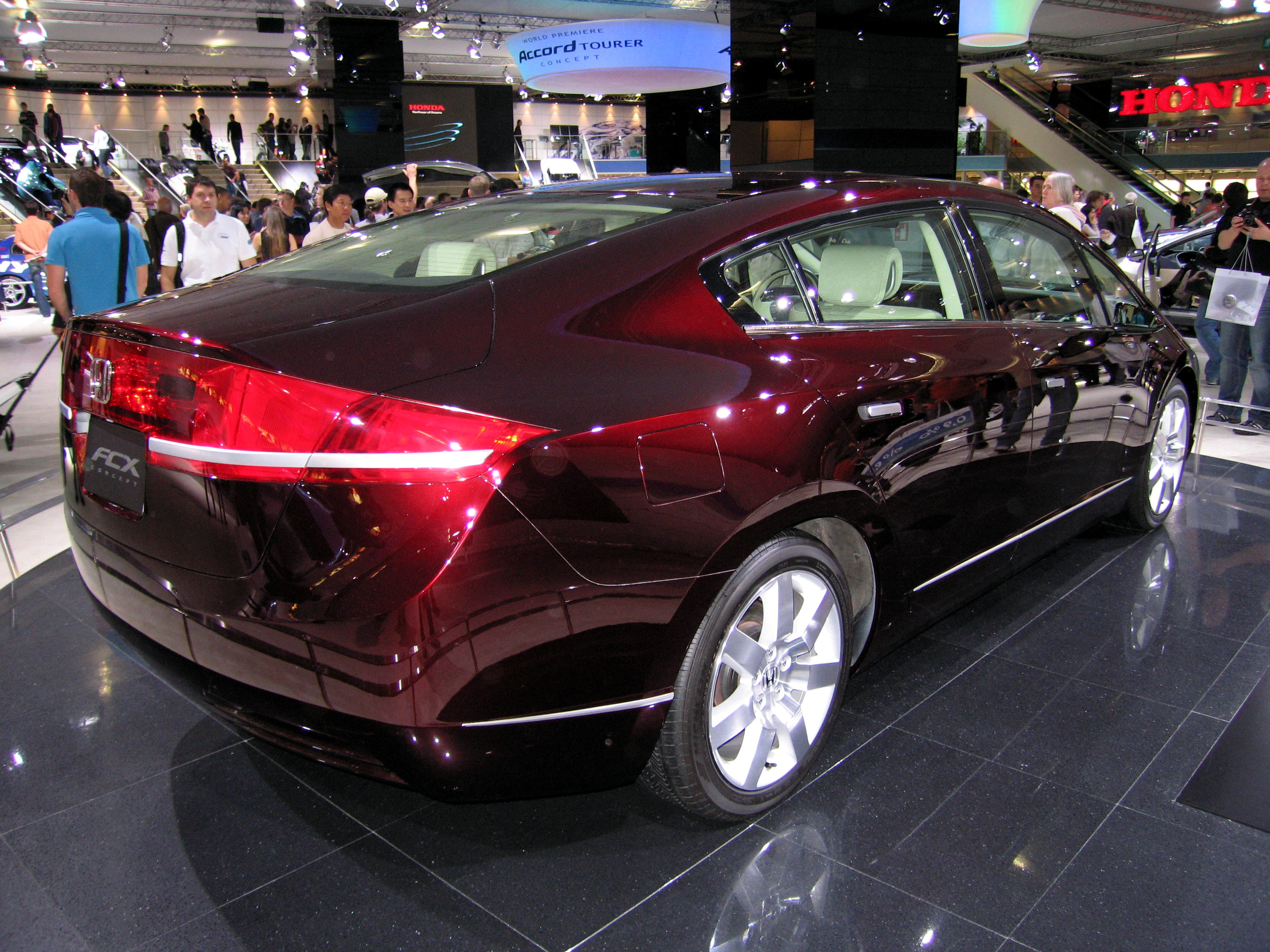
Tył konceptu

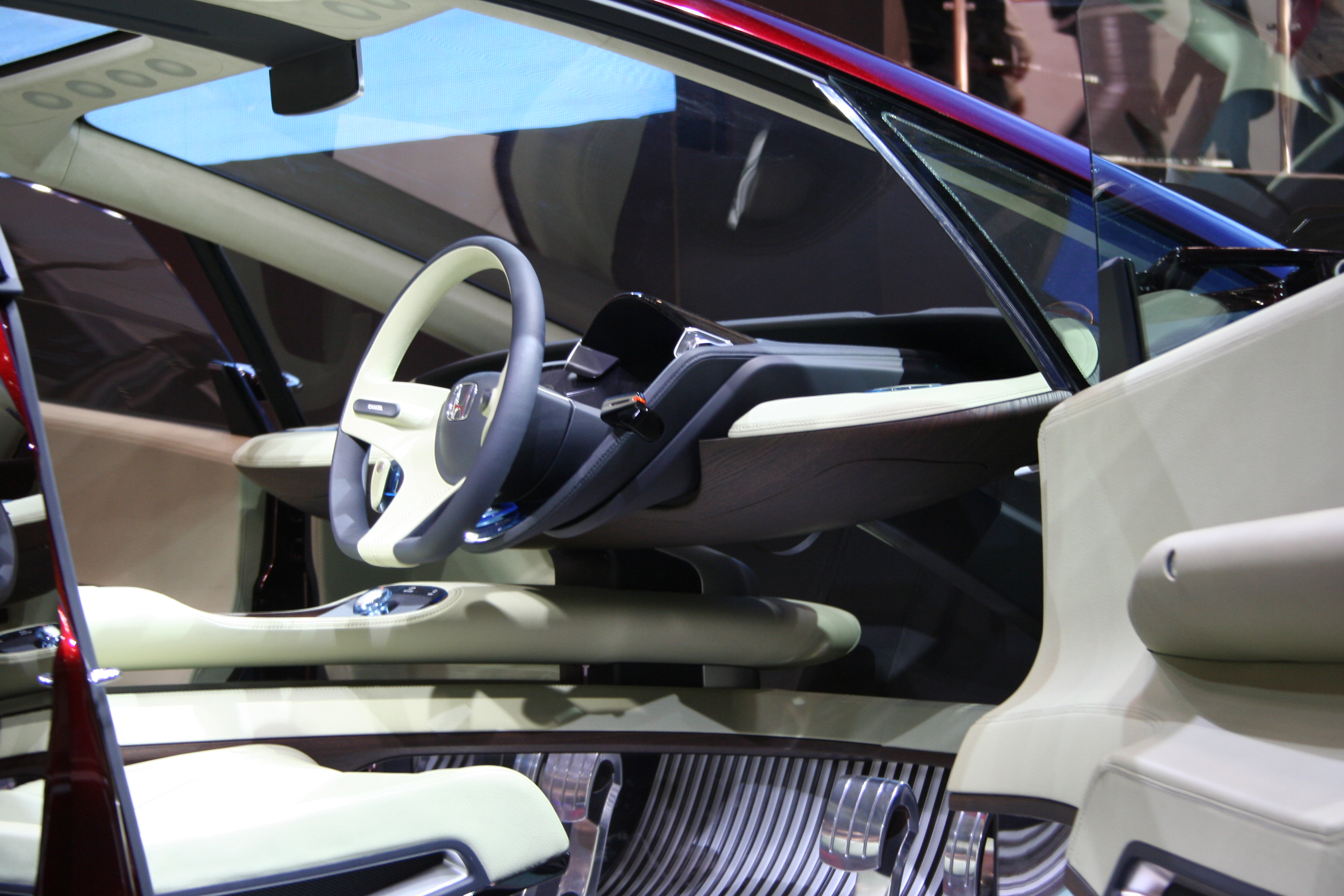
Futurystyczna deska rozdzielcza konceptu

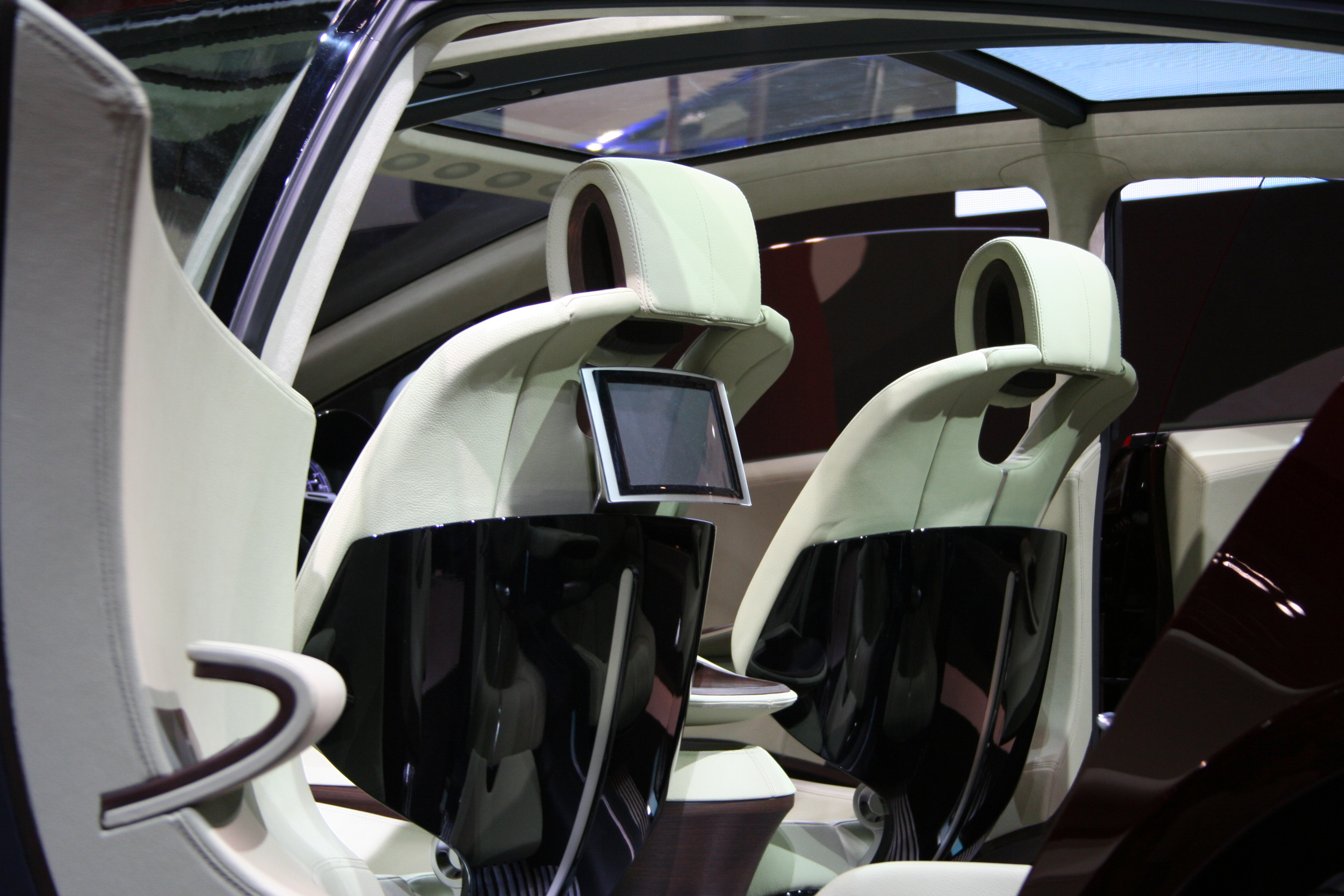
Futurystyczne wnętrze konceptu

Honda FCX Concept 2006 została zaprezentowana podczas targów motoryzacyjnych w Detroit w 2006 roku. Dwa lata później koncept wszedł do produkcji w praktycznie niezmienionej formie pod nazwą Honda FCX Clarity.